# 竹之内隆志
竹之内 隆志（たけのうち たかし、1997年5月1日 - ）は、日本の俳優。
愛知県名古屋市出身。株式会社バウムアンドクーヘン所属。

## 人物
- 運転免許：無
- 身長：170cm 靴：27.5cm
- スポーツ経験：サッカー、ラグビー、水泳、剣道
- 資格：行動心理士

## 経歴
2020年､立教大学文学部史学科卒業。高校時代から､演技の勉強･仕事を始め､学生の傍ら｢十二人の怒れる男｣で初舞台を経験。現在は舞台･映像を問わず､幅広く活動中。

## 出演

### 映画
- 『しぶき』(日本映画大学 自主制作映画) - クラブ客 役
- 『HiGH&LOW THE MOVIE 3/FINAL MISSION』- セレモニースタッフ 役
- 『凹凸~こんな2人がいます~』(短編映画、夏目大一郎監督) - 主演 山畑一郎 役
- 『バウムちゃんねる映画祭 season3』- 役多数[1][2]
- 『群青』（短編映画、土井笑生監督）- 主演 三原コウ 役[3]
- 『ザイマンストーリー』（短編映画、前川達哉監督）- 若手芸人 役[4]
- 『あの娘の雫』（短編映画、田中聡監督）- 小山田保 役[5]
- 『多摩川のあっちとこっちと』（短編映画、Fu監督）- ケンジ 役[6]
- 『ひどくくすんだ赤』（中編映画、田中聡監督）- 清掃バイト先輩 役[7]
- 『PLAY!〜勝つとか負けるとかは、どーでもよくて〜』（古厩智之監督）- 司会者 役[8]

### ドラマ
- 日テレ
  - 『あなたの番です-反撃編-』最終話 #20 - 少年囚役

- テレビ朝日
  - 『火災調査官・紅蓮次郎』第15話「商店街で火災発生!!炎に消えた二つの命!!10分の空白が親娘の絆を引き裂いた!?クリスマスツリーの突然発火にパチパチの秘密!?」 - 消防署員役

- フジテレビ
  - 『Chef ～三ツ星の給食～』第7話「豪華屋台を倒す奇跡の新作」 - レストラン客役
  - 『モトカレマニア』第5話「もう恋なんてしない 湯けむり傷心女子旅」 - 花丸フーズ社員役
  - 『教場Ⅱ』- 新城守役

### コマーシャル･広告
- すごろくや『ザ・キー:岸壁荘の盗難事件』- 鑑識役
- アプリTIPSTAR『予想神決定戦 大楠賞G3』- 一撃の神役
- ぐるなび『人間でよかった!』

「ペンギン篇」「ライオン篇」「コアラ篇」- 人間役
- メガネの愛眼『超軽メガネ 視力の確認篇』
- W2『アイデアが降ってくる篇』
- Agoda『毎日、おトクだ。アゴダAnytime篇』

### 舞台
- 十二人の怒れる人々(2016年､劇場:東日本橋・Aqua Studio)- 1号(陪審員長)役
- また逢おうと竜馬は言った(2016年､劇場:東日本橋・Aqua Studio)- 棟方役
- あの日の笑顔を忘れない(2017年､劇場:両国・Air Studio)- 兼頭匠役
- それゆけ！遠山一座～掴め！アメリカン・ドリーム！！ニューヨーク公演篇～(2017年､劇場:両国・Air Studio)- 内村照光役
- いや、ばれるで、こりゃ。(2017年､劇場:Theater STAR FIELD)- 五味鉄夫役
- 六畳一間で愛してる』(2018年､劇場:両国・Air Studio)- 佐藤洋吉役
- アイドルだって人間だもん！(2018年､劇場:東日本橋・A‐Garage)- ダイキ役
- GO,JET！GO！GO！vol.6〜追憶のブルージーン・クリスマス〜(2018年､劇場:東日本橋・A‐Garage)- 大地役
- GO,JET！GO！GO！vol.9〜ラストメモリーは突然に〜(2019年､劇場:東日本橋・A‐Garage)- 大地役
- GO,JET！GO！GO！vol.3〜Mr.Moooon Light〜(2019年､劇場:東日本橋・A‐Garage)- 大地役
- オサエロ(2019年､劇場:両国・Air Studio)-主演 中原修役
- SAKURA(2020年､劇場:両国・Air Studio)-主演 田上真蔵役
- ゴースト・レストラン(2020年､劇場:両国・Air Studio)- 蓮沼剛役
- MOTHER マザー～特攻の母 鳥濱トメ物語～(2020年､劇場:新国立劇場・小劇場)- 豊海光役
- 屋上の鍵の開け方をね、極秘のルートでゲットしたのだよ(2023年､劇場:光塾COMMON CONTACT並木町)- 土部清役[9]
- 浦河さん家の夏模様2023(2023年､劇場:上野ストアハウス)- 一条院兼光役
- ハシルオトナタチ(2023年､劇場:シアターブラッツ)- 竹内諭役
- 花に嵐(2024年､劇場:東京国立博物館・九条館)- 丸山一平役[10]

### ミュージックビデオ
- BAK MV『天才になってみたい人生でした』（監督・軍司拓実）

### バラエティ番組
- フジテレビ
  - 『KinKi Kidsのブンブブーン』

### バラエティ番組内ドラマ
- 日テレ
  - 『ザ!世界仰天ニュース』
    - 「白血病と闘った女子高生 感動の結婚式」-男子高校生役
    - 「1982年に起きた羽田沖墜落事故 墜落までの70分」-朱雀公道役[11]

- テレビ朝日
  - 『人生で大事なことは○○から学んだ』
    - 「人生で大事なことは塩パンから学んだ」 - 男子高校生役

- フジテレビ
  - 『奇跡体験!アンビリバボー』
    - 「リアル下町ロケット!!」-北海道大学大学院生役
    - 「12年越しの富士登山 〜ワンフォーオール・オールフォーワンの奇跡〜」-加藤豪也役

  - 『痛快TV スカッとジャパン』
    - 「吹奏楽部をバカにする体育教師」-男子高校生役
    - 「自己中すぎる部長」-社会人野球部員役

### ラジオ
- MID-FM
  - 『素敵な映画を観よう』2022.03/19放送回